# よかとこ発見!蛙亭イワクラ使節団〜伊藤と肥満とサイダーと〜
『よかとこ発見!蛙亭イワクラ使節団〜伊藤と肥満とサイダーと〜』（よかとこはっけん かえるていイワクラしせつだん いとうとひまんとサイダーと）は、2022年4月9日から2024年3月24日までテレビ宮崎で放送されていたローカル深夜番組。TVer・FOD・GYAO!でも放送終了後に配信されている。

## 概要
2021年末までルームシェアしていたイワクラ（蛙亭）、伊藤俊介（オズワルド）、森本サイダー、大鶴肥満（ママタルト）の4名（通称「家族」）が、宮崎県の「よかとこ」（良いところ）を見つけ、全国に発信していくロケバラエティ番組。
宮崎県小林市出身のイワクラの宮崎特化型YouTubeチャンネル「宮崎よかとこチャンネル」の地上波テレビ版という位置づけで、YouTubeスタッフが全員参加している。
2022年7月19日、小林市の魅力を県内外に発信する「こばやしスペシャルPR大使」に4人揃って就任した。
同年12月、TVerで9月16日から10月17日に開催された特別企画「TVerでととのう サウナ番組大特集！ sponsored by ポカリスエット イオンウォーター」にて、「特別賞」（レギュラー回を大きく上回る再生数など、特集の盛り上げに大きく貢献した番組）を受賞した。

## 出演者
- イワクラ（蛙亭）
- 伊藤俊介（オズワルド）
- 森本サイダー
- 大鶴肥満（ママタルト）

## 放送リスト

### 2022年
| 回 | タイトル                                                      | 放送日        | 出典     |
| -- | ------------------------------------------------------------- | ------------- | -------- |
| 1  | イワクラと仲良し芸人が巡るロケ番組スタート！                  | 2022年 4月9日 | [ † 1 ]  |
| 2  | イワクラ使節団 食レポの腕前は…！？                            | 4月16日       | [ † 2 ]  |
| 3  | 伊藤大興奮のお店＆小林市長にご挨拶                            | 4月23日       | [ † 3 ]  |
| 4  | イワクラがかつて1日だけ働いたラウンジへ！                     | 4月30日       | [ † 4 ]  |
| 5  | ようやく全員そろってロケ！念願の高千穂牧場へ                  | 5月14日       | [ † 5 ]  |
| 6  | イワクラを笑わせろ！「イワクラの壁」開催！                    | 5月21日       | [ † 6 ]  |
| 7  | 4人がダンス対決＆ロケ中断のハプニング発生！                   | 5月28日       | [ † 7 ]  |
| 8  | 激ウマ「チキン南蛮カレー」のお店で謎のルウ王子と対決！        | 6月4日        | [ † 8 ]  |
| 9  | スピンオフ企画！伊藤ちゃん酔わせてどげんすっと！？            | 6月18日       | [ † 9 ]  |
| 10 | 宮崎市の“よかとこ”を100個見つける“ノープラン街ブラ企画”開催！ | 6月25日       | [ † 10 ] |

| 回 | タイトル                                                 | 放送日   | 出典     |
| -- | -------------------------------------------------------- | -------- | -------- |
| 11 | “ノープラン街ブラ企画”後編＆チキン南蛮の名店へ           | 7月2日   | [ † 11 ] |
| 12 | 宮崎のご当地ヒーロー ヒムカイザー アクション体験教室へ！ | 7月9日   | [ † 12 ] |
| 13 | UMKテレビ宮崎へ表敬訪問＆ニュース原稿読みに挑戦！        | 7月16日  | [ † 13 ] |
| 14 | 謎のおじさんアイドル日野誠と番組存続をかけ3本勝負！      | 8月6日   | [ † 14 ] |
| 15 | PR大使就任式＆熱愛報道…その時4人は！？                   | 8月13日  | [ † 15 ] |
| 16 | サイダーに春到来？番組ADと恋の予感！？                   | 8月20日  | [ † 16 ] |
| 17 | イワクラ×サイダーのドキドキデート                        | 9月3日   | [ † 17 ] |
| 18 | イワクラの壁 第2弾『家族の壁』                           | 9月10日  | [ † 18 ] |
| 19 | 餃子の聖地でムチャぶりに全力投球！                       | 9月17日  | [ † 19 ] |
| 20 | 新企画！ 大鶴肥満の巨人飯！！                            | 9月24日  | [ † 20 ] |
| 21 | オズワルド伊藤のサーフィン教室                           | 10月1日  | [ † 21 ] |
| 22 | あのパイセンと初めての“ととのい”                         | 10月8日  | [ † 22 ] |
| 23 | サイダー＆AD青木のよかとこデート 青島編                  | 10月15日 | [ † 23 ] |
| 24 | サイダー＆AD青木のよかとこデート 後半戦！                | 10月22日 | [ † 24 ] |
| 25 | 豪華リゾートでちょっと遅めの夏休み                       | 10月29日 | [ † 25 ] |
| 26 | 4億円？イワクラの故郷からビッグなオファー！              | 11月5日  | [ † 26 ] |
| 27 | 道の駅で朝食を爆買い＆AD青木に事情聴取！                 | 11月12日 | [ † 27 ] |
| 28 | 作詞イワクラ！CM撮影がスタート！                         | 11月19日 | [ † 28 ] |
| 29 | イワクラの故郷 小林市のCMが完成！！                      | 11月26日 | [ † 29 ] |
| 30 | 学校訪問スペシャル！4人の人気は…？                       | 12月3日  | [ † 30 ] |
| 31 | いざ日向市へ！ドライブトークSP！                         | 12月10日 | [ † 31 ] |
| 32 | 日向の妖精レディー・ヘベ登場！                           | 12月17日 | [ † 32 ] |
| 33 | サイダーさんをボコボコにします！サバゲーに挑戦           | 12月24日 | [ † 33 ] |
| 34 | 番組の原点？初回の小林市ロケを総まとめ！                 | 12月31日 | [ † 34 ] |

### 2023年
| 回 | タイトル                                         | 放送日        | 出典     |
| -- | ------------------------------------------------ | ------------- | -------- |
| 35 | 練習時間5分？ひょっとこオンステージ！            | 2023年 1月7日 | [ † 35 ] |
| 36 | パワースポット高千穂町へドライブ！               | 1月14日       | [ † 36 ] |
| 37 | 最高に平和な時間？絶景の高千穂峡を満喫！         | 1月21日       | [ † 37 ] |
| 38 | 絶景列車＆芸能の神様にガチで参拝                 | 1月28日       | [ † 38 ] |
| 39 | ちょっと遅めの忘年会で“あの人たち”が再登場       | 2月4日        | [ † 39 ] |
| 40 | ヤバい企画のオンパレード！忘年会後半戦！         | 2月11日       | [ † 40 ] |
| 41 | 宮崎物件巡りツアー！大物有名人にも遭遇…？？      | 2月18日       | [ † 41 ] |
| 42 | 豪華別荘を訪問＆ドライブトーク                   | 2月25日       | [ † 42 ] |
| 43 | 天然ボケ連発？サイダーはどれだけ食べるのか検証！ | 3月4日        | [ † 43 ] |
| 44 | イワクラ使節団、ギャルになる                     | 3月11日       | [ † 44 ] |
| 45 | 福岡ソフトバンクホークスのキャンプに潜入！       | 3月18日       | [ † 45 ] |
| 46 | イワクラ×サイダーのデート再び…                   | 4月2日        | [ † 46 ] |
| 47 | 旧車カフェでおしりフリフリ大絶叫？               | 4月16日       | [ † 47 ] |
| 48 | 宮崎県民スカウトバトル！！                       | 4月23日       | [ † 48 ] |
| 49 | おまかせ車内企画＆絶品イチゴスイーツ             | 4月30日       | [ † 49 ] |
| 50 | 番組ポスター撮影＆鶏料理オンパレード！           | 5月7日        | [ † 50 ] |
| 51 | 伊藤、プロレスに入門する                         | 5月14日       | [ † 51 ] |
| 52 | 宮崎唯一？？ものまねパブに潜入！                 | 5月21日       | [ † 52 ] |
| 53 | 東京で頑張る宮崎アイドルを応援しよう！           | 6月4日        | [ † 53 ] |
| 54 | 番組認知度アップ大作戦                           | 6月11日       | [ † 54 ] |
| 55 | 新宿の宮崎居酒屋でほろ酔いトーク                 | 6月18日       | [ † 55 ] |

| 回 | タイトル                                       | 放送日   | 出典     |
| -- | ---------------------------------------------- | -------- | -------- |
| 56 | 日南の絶品カツオにイワクラ悶絶！               | 7月2日   | [ † 56 ] |
| 57 | 業界御用達！あのスケッチブックの工場に潜入     | 7月9日   | [ † 57 ] |
| 58 | 日南ご当地アイドルと“謎の男”が登場             | 7月16日  | [ † 58 ] |
| 59 | 使節団のメンバーのポジションに変化…？？        | 7月30日  | [ † 59 ] |
| 60 | あの有名氷みつの会社に潜入！                   | 8月6日   | [ † 60 ] |
| 61 | パイセンの単独ライブが心配の巻                 | 8月13日  | [ † 61 ] |
| 62 | ゴルフ入門！肥満の才能が開花                   | 8月27日  | [ † 62 ] |
| 63 | 宮崎イチの繁華街で辛甘グルメ三昧               | 9月3日   | [ † 63 ] |
| 64 | 大鶴肥満をバズらせろ大作戦                     | 9月9日   | [ † 64 ] |
| 65 | イワクラ使節団 初のイベント開催！              | 9月24日  | [ † 65 ] |
| 66 | イベント前半戦 肥満と県民がガチ相撲対決        | 9月30日  | [ † 66 ] |
| 67 | 県民お悩み相談＆乗っ取り軍団3本勝負            | 10月8日  | [ † 67 ] |
| 68 | 公開収録イベント反省会！                       | 10月22日 | [ † 68 ] |
| 69 | オズワルド伊藤の運転教室！                     | 10月29日 | [ † 69 ] |
| 70 | 地獄の時間！？団体芸を考えよう！               | 11月5日  | [ † 70 ] |
| 71 | 大鶴肥満の肉体改造計画                         | 11月19日 | [ † 71 ] |
| 72 | 肥満VSけんちゃん リベンジマッチ！              | 11月26日 | [ † 72 ] |
| 73 | 宮崎大学でスター発掘！                         | 12月3日  | [ † 73 ] |
| 74 | 東村アキコ登場！謎の芸人集団も…                | 12月17日 | [ † 74 ] |
| 75 | 東村アキコ先生お抱え芸人軍団とドリームマッチ！ | 12月24日 | [ † 75 ] |
| 76 | 宮崎のうめぇもん総集編スペシャル               | 12月31日 | [ † 76 ] |

### 2024年
| 回 | タイトル                                 | 放送日         | 出典     |
| -- | ---------------------------------------- | -------------- | -------- |
| 77 | 小林産の食材を使って料理対決！！         | 2024年 1月14日 | [ † 77 ] |
| 78 | イワクラの花嫁姿を公開！？               | 1月21日        | [ † 78 ] |
| 79 | いぬの太田さんの実家を救え！             | 1月28日        | [ † 79 ] |
| 80 | 萌え萌えキュンなメイドカフェで真剣勝負！ | 2月11日        | [ † 80 ] |
| 81 | イワクラの母校 飯野高校に凱旋だ！        | 2月18日        | [ † 81 ] |
| 82 | 2時間弾丸！えびの市温泉キャノンボール！  | 2月25日        | [ † 82 ] |
| 83 | 小籔先輩を小林市でおもてなし！           | 3月10日        | [ † 83 ] |
| 84 | イワクラの願い叶えます！                 | 3月17日        | [ † 84 ] |
| 85 | イワクラのやりたい7つのこと！            | 3月24日        | [ † 85 ] |

## スタッフ
- ナレーター - 中野周平（蛙亭）
- 企画 - 谷之木志章、矢野康平、雪丸千彩子、小林昇太
- 構成 - 清山智之、日高ユウキ、植田将崇、上野優人
- 音声 - 朝見哲也
- 編集 - 石鍋孝敏
- MA - 橋本光平
- 音効 - 齋藤資典
- 技術協力 - e-naスタジオ
- 協力 - 宮崎トヨタ自動車、日本航空
- 編成 - 岩下知広、松本泰樹、工藤裕太郎
- 広報 - 甲斐穂香
- AD - 青木広実
- デスク - 藤村泰仁
- AP - 黒木泰州
- ディレクター - 柄本昌太
- 演出 - 浅川拓哉
- プロデューサー - 片之坂真哉、岡野彰男、戸川恭輔（SunnyDoor）
- 統括 - 佐々木良高
- 制作協力 - LOGIC
- 制作 - テレビ宮崎

## テーマソング
- およそ3「わが祖国より」[5]